# Savina Geršak
Savina Geršak, slovenska filmska igralka, * 1963, Ljubljana.
Savina Geršak je igrala v več filmih jugoslovanske produkcije, tudi Odpadnik iz leta 1988, in tudi več grozljivkah tuje produkcije. Rojena je leta 1963.

## Filmografija
- Pripovedke iz medenega cvetličnjaka (1991, TV nadaljevanka)
- Midnight Ride (1990, celovečerni igrani film)
- Soldier of Fortune (1990, celovečerni igrani film)
- Beyond the Door III (1989, celovečerni igrani film)
- Curse II: The Bite (1989, celovečerni igrani film)
- Sonny Boy (1989, celovečerni igrani film)
- Afganistan - The last war bus (1989, celovečerni igrani film)
- Odpadnik (1988, celovečerni igrani film)
- U ime naroda (1987, celovečerni igrani film)
- Iron Warrior (1987, celovečerni igrani film)
- The Lone Runner (1986, celovečerni igrani film)
- Čudo neviđeno (1984, celovečerni igrani film)
- Il diavolo e l'acquasanta (1983, celovečerni igrani film)
- Smrt gospodina Goluže (1982, celovečerni igrani film)